# La Semaine de Suzette

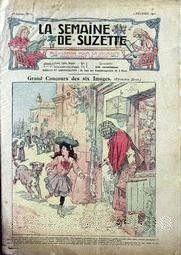
La Semaine de Suzette (Februar 1905)

La Semaine de Suzette war ein französisches Mädchenmagazin, welches von 1905 bis 1960 erschien.

## Geschichte
Die erste Ausgabe des Mädchenmagazins erschien am 2. Februar 1905. Von Anfang an war die Zielgruppe konservativ und christlich erzogene Mädchen. Das Magazin beinhaltete Kurzgeschichten, Comics und Artikel über beispielsweise Puppenkleidung. Während des Zweiten Weltkrieges vom 6. Juni 1940 bis anschließend zum 30. Mai 1946 gab es keine Ausgabe, bevor das Magazin schließlich 1960 eingestellt wurde.
Die ersten Geschichten der Comicfigur Bécassine wurden im Magazin veröffentlicht. Außerdem waren Arbeiten von Illustratoren wie Édith Follet, René Follet, Maggie Salcedo, Chéri Hérouard, Georges Pichard und Henri de Sta zu sehen. Kurzgeschichten, wie etwa von Germaine Verdat und Marie-Anne Couderc, wurden später erneut in der Bibliothèque de Suzette veröffentlicht.